# Larinia mandlaensis
Larinia mandlaensis är en spindelart som beskrevs av Gajbe 2005. Larinia mandlaensis ingår i släktet Larinia och familjen hjulspindlar. Inga underarter finns listade i Catalogue of Life.